# Stâncăriile Sâlhoi - Zâmbroslavele
Stâncăriile Sâlhoi - Zâmbroslavele este o arie protejată de interes național  ce corespunde categoriei a IV-a IUCN (rezervație naturală de tip peisagistic, geologic și botanic), situată în județul Maramureș, pe teritoriul administrativ al orașului Borșa.

## Localizare
Aria naturală se află în extremitatea nord-estică a județului Maramureș, în Munții Maramureșului, grupă muntoasă a Carpaților Maramureșului și Bucovinei, ce aparțin lanțului muntos al Carpaților Orientali, aproape de limita teritorială cu județul Suceava.

## Descriere

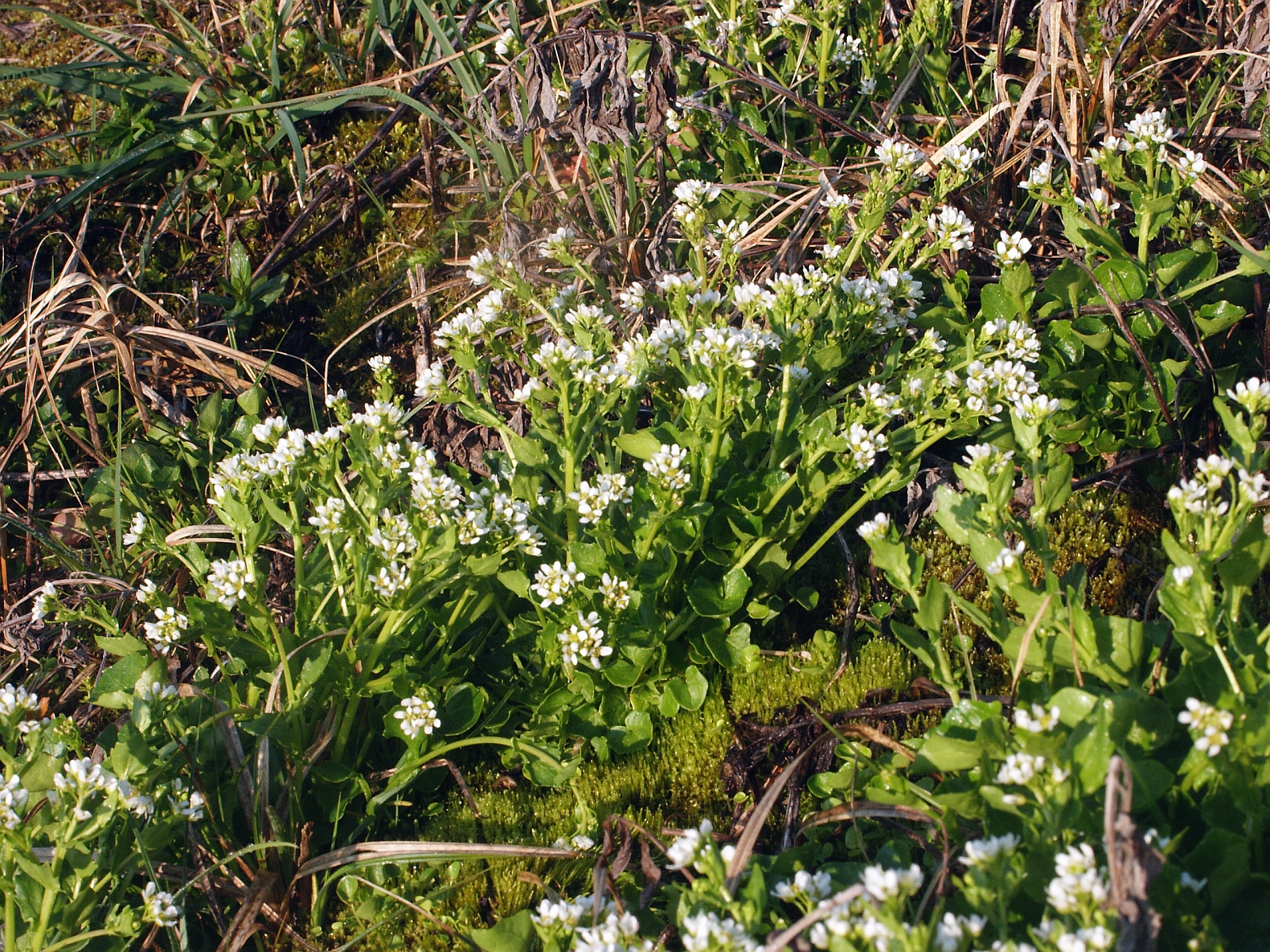
Lingurea (Cochlearia pyrenaica)

Rezervația naturală inclusă în Parcul Natural Munții Maramureșului, a fost declarată arie protejată prin Legea Nr. 5 din 6 martie 2000 publicată în Monitorul Oficial al României Nr. 152 din 12 aprilie 2000 (privind aprobarea Planului de amenajare a teritoriului național - Secțiunea a III-a -  arii protejate) și se întinde pe o suprafață de 5 hectare. 
Biodiversitate
Aria naturală reprezintă culmea versantului drept al Văii Măguriței (bolovănișuri și stâncării calcaroase atribuite  eocenului, mlaștini, grohotișuri, păduri și pajiști)  ce adăpostește și protejază o populație compactă de lingurea (Cochlearia pyrenaica var. borzaeana), specie floristică ce aparține familiei Brassicaceae.

## Atracții turistice
În vecinătatea rezervației naturale se află mai multe obiective de interes turistic (lăcașuri de cult, monumente istorice, arii protejate, zone naturale), astfel:

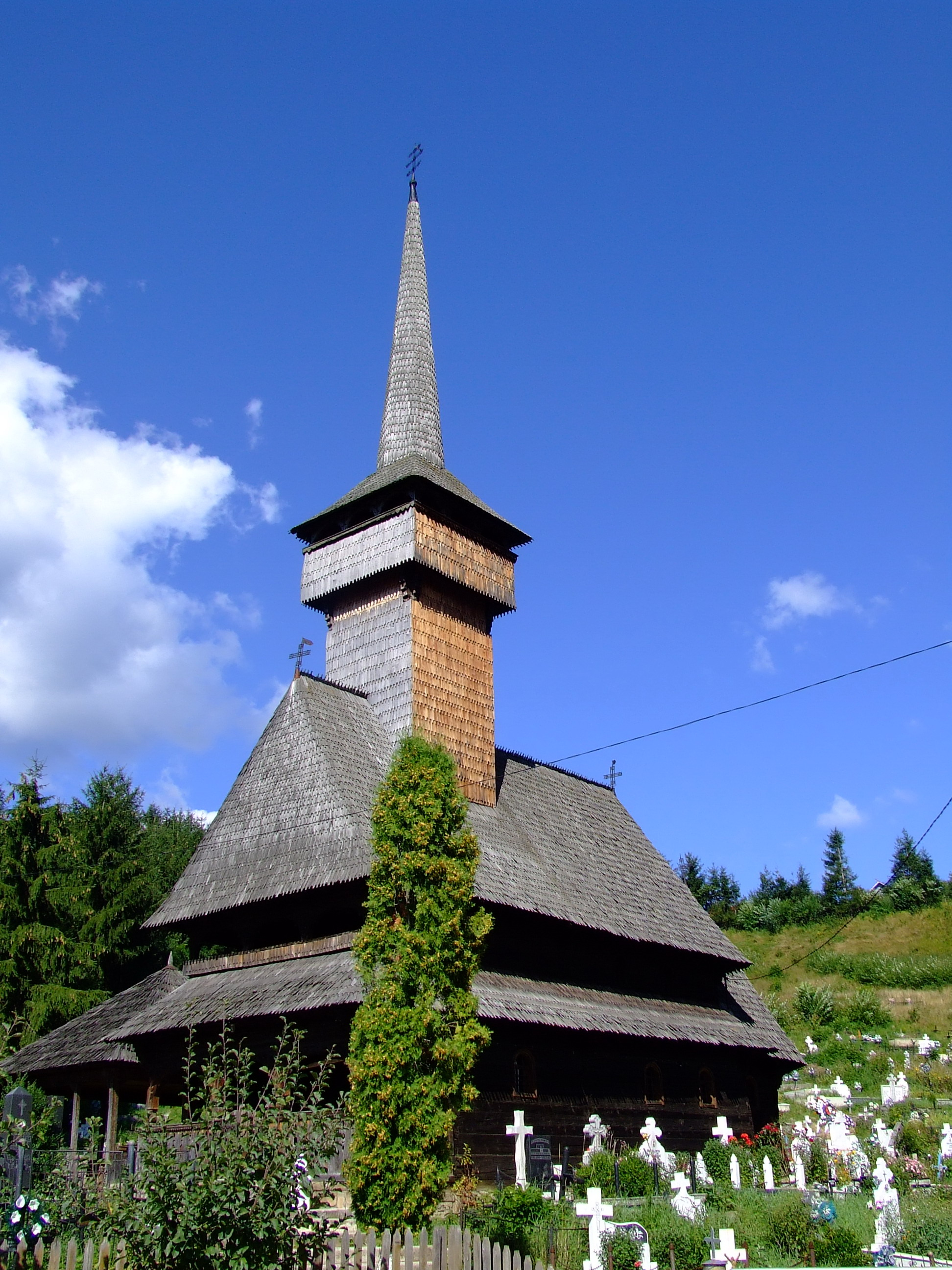
Biserica de lemn din Borşa

- Biserica de lemn din Borșa din Jos cu hramul „Sfinții Arhangheli Mihail și Gavriil”, construcție 1700, monument istoric
- Dumeții montane în Munții Maramureșului, Rodnei și Țibăului
- Parcul Natural Munții Maramureșului
- Cornu Nedeii - Ciungii Bălăsinii (800 ha), arie protejată de tip floristic și faunistic
- Rezervația științifică Piatra Rea (409 ha)
- Rezervația științifică Pietrosul Mare (3.300 ha)